# Rothesay International Eastbourne 2024
Rothesay International 2024, tradičním názvem Eastbourne International 2024, byl tenisový turnaj na profesionálních okruzích mužů ATP Tour a žen WTA Tour, hraný v Devonshire Park Lawn Tennis Clubu. Třináctý ročník Eastbourne International mužů a čtyřicátý devátý žen probíhal mezi 24. a 29. červnem 2024 v britském Eastbourne na travnatých dvorcích. Představoval poslední přípravu na londýnský grandslam ve Wimbledonu.
Mužská polovina dotovaná 812 705 eury patřila do kategorie ATP Tour 250. Ženská část s rozpočtem 922 573 dolarů náležela do kategorie WTA 500. Nejvýše nasazenými singlisty se stali třináctý hráč žebříčku Taylor Fritz ze Spojených států, a rovněž jako v roce 2023 po odstoupení Rybakinové, světová pětka Jessica Pegulaová ze Spojených států. Jako poslední přímí účastníci do dvouher nastoupili francouzský 69. tenista pořadí Arthur Rinderknech a 36. žena klasifikace Jüan Jüe z Číny.
V důsledku invaze Ruska na Ukrajinu na konci února 2022 řídící organizace tenisu ATP, WTA a ITF s grandslamy rozhodly, že ruští a běloruští tenisté mohli dále na okruzích startovat, ale do odvolání nikoli pod vlajkami Ruska a Běloruska.
Osmý singlový titul na okruhu ATP Tour vybojobal 26letý Američan Taylor Fritz, který se v Eastbourne stal prvním mužským trojnásobným šampionem. Sedmou trofej z dvouhry okruhu WTA Tour vyhrála Darja Kasatkinová. Prvním triumfem na trávě zkompletovala tituly na všech třech površích túry WTA. Mužskou čtyřhru ovládli Brit Neal Skupski s Novozélanďanem Michaelem Venusem, kteří získali druhou párovou trofej. Šampionky ženského debla, Ukrajinka Ljudmyla Kičenoková s Lotyškou Jeļenou Ostapenkovou, si odvezly čtvrtý společný titul.

## Rozdělení bodů a finančních odměn

### Rozdělení bodů
| Soutěž       | Soutěž       | vítězové | finalisté | semifinalisté | čtvrtfinalisté | 16 v kole | 32 v kole | Q  | Q2 | Q1 |
| ------------ | ------------ | -------- | --------- | ------------- | -------------- | --------- | --------- | -- | -- | -- |
| dvouhra mužů | [ 3 ] [ 10 ] | 250      | 165       | 100           | 50             | 25        | 0         | 13 | 7  | 0  |
| čtyřhra mužů | [ 11 ]       | 250      | 150       | 90            | 45             | 20        | 0         | —  | —  | —  |
| dvouhra žen  | [ 2 ] [ 12 ] | 500      | 325       | 195           | 108            | 32        | 1         | 25 | 13 | 1  |
| čtyřhra žen  | [ 13 ]       | 500      | 325       | 195           | 108            | 1         | —         | —  | —  | —  |

### Finanční odměny
| Soutěž                                | Soutěž       | vítězové  | finalisté | semifinalisté | čtvrtfinalisté | 16 v kole | 32 v kole | Q2      | Q1      |
| ------------------------------------- | ------------ | --------- | --------- | ------------- | -------------- | --------- | --------- | ------- | ------- |
| dvouhra mužů                          | [ 3 ] [ 10 ] | 112 555 € | 65 660 €  | 38 610 €      | 22 370 €       | 12 990 €  | 7 940 €   | 3 970 € | 2 165 € |
| dvouhra žen                           | [ 2 ] [ 12 ] | 142 000 $ | 87 655 $  | 51 205 $      | 24 910 $       | 13 590 $  | 9 820 $   | 6 603 $ | 3 380 $ |
| čtyřhra mužů                          | [ 11 ]       | 39 110 €  | 20 930 €  | 12 270 €      | 6 860 €        | 4 040 €   | —         | —       | —       |
| čtyřhra žen                           | [ 13 ]       | 47 390 $  | 28 720 $  | 16 430 $      | 8 510 $        | 5 140 $   | —         | —       | —       |
| částka ve čtyřhrách je uvedena na pár |              |           |           |               |                |           |           |         |         |

## Mužská dvouhra

### Nasazení
| Stát                           | Hráč                        | ATP | Nasazení |
| ------------------------------ | --------------------------- | --- | -------- |
| USA                            | Taylor Fritz                | 12. | 1.       |
| USA                            | Tommy Paul                  | 13. | 2.       |
| Kazachstán                     | Alexandr Bublik             | 17. | 3.       |
| Argentina                      | Sebastián Báez              | 19. | 4.       |
| Argentina                      | Francisco Cerúndolo         | 26. | 5.       |
| Argentina                      | Mariano Navone              | 29. | 6.       |
| Argentina                      | Tomás Martín Etcheverry     | 32. | 7.       |
| Španělsko                      | Alejandro Davidovich Fokina | 33. | 8.       |
| Žebříček ATP k 17. červnu 2024 |                             |     |          |

### Jiné formy účasti
Následující hráči obdrželi divokou kartu do hlavní soutěže:
- Liam Broady
- Jacob Fearnley
- Billy Harris

Následující hráč měl nastoupit pod žebříčkovou ochranou:
- Kei Nišikori

Následující hráči postoupili z kvalifikace:
- James McCabe
- Jošihito Nišioka
- Max Purcell
- Šang Ťün-čcheng

Následující hráči postoupili z kvalifikace jako šťastní poražení:
- Charles Broom
- Giles Hussey
- Henry Searle
- Aleksandar Vukic

### Odhlášení
před zahájením turnaje
- Alejandro Davidovich Fokina → nahradil jej  Henry Searle
- Jack Draper → nahradil jej  Thiago Seyboth Wild
- Arthur Fils → nahradil jej  Arthur Rinderknech
- Dominik Koepfer → nahradil jej  Aleksandar Vukic
- Jiří Lehečka → nahradil jej  Miomir Kecmanović
- Kei Nišikori → nahradil jej  Giles Hussey
- Tommy Paul → nahradil jej  Charles Broom

## Mužská čtyřhra

### Nasazení
| Stát                                                                                    | Hráč            | Stát               | Hráč          | ATP | Nasazení |
| --------------------------------------------------------------------------------------- | --------------- | ------------------ | ------------- | --- | -------- |
| USA                                                                                     | Rajeev Ram      | Spojené království | Joe Salisbury | 11. | 1.       |
| Salvador                                                                                | Marcelo Arévalo | Chorvatsko         | Mate Pavić    | 16. | 2.       |
| Austrálie                                                                               | Matthew Ebden   | Austrálie          | John Peers    | 42. | 3.       |
| Spojené království                                                                      | Neal Skupski    | Nový Zéland        | Michael Venus | 42. | 4.       |
| Žebříček ATP k 17. červnu 2024; číslo je součtem žebříčkového postavení obou členů páru |                 |                    |               |     |          |

### Jiné formy účasti
Následující páry obdržely divokou kartu do hlavní soutěže:
- Liam Broady /  Billy Harris
- Charles Broom /  Arthur Fery

Následující pár nastoupil z pozice náhradníka:
- Guido Andreozzi /  Marcus Daniell

### Odhlášení
před zahájením turnaje
- Charles Broom /  Arthur Fery → nahradili je  Guido Andreozzi /  Marcus Daniell
- Ivan Dodig /  Austin Krajicek → nahradili je  Austin Krajicek /  Mackenzie McDonald
- Gonzalo Escobar /  Oleksandr Nedověsov → nahradili je  Victor Vlad Cornea /  Oleksandr Nedověsov

## Ženská dvouhra

### Nasazení
| Stát                           | Hráčka                     | WTA | Nasazení |
| ------------------------------ | -------------------------- | --- | -------- |
| Kazachstán                     | Jelena Rybakinová          | 4.  | 1.       |
| USA                            | Jessica Pegulaová          | 5.  | 2.       |
| Itálie                         | Jasmine Paoliniová         | 7.  | 3.       |
| USA                            | Madison Keysová            | 12. | 4.       |
| Lotyšsko                       | Jeļena Ostapenková         | 13. | 5.       |
|                                | Darja Kasatkinová          | 14. | 6.       |
| Česko                          | Barbora Krejčíková         | 25. | 7.       |
|                                | Anastasija Pavljučenkovová | 26. | 4.       |
| Žebříček WTA k 17. červnu 2024 |                            |     |          |

### Jiné formy účasti
Následující hráčky obdržely divokou kartu do hlavní soutěže:
- Harriet Dartová
- Lily Mijazakiová
- Emma Raducanuová

Následující hráčka měla nastoupit pod žebříčkovou ovhranou: 
- Ajla Tomljanovićová

Následující hráčky postoupily z kvalifikace:
- Elina Avanesjanová
- Viktorija Golubicová
- Anhelina Kalininová
- Ashlyn Kruegerová
- Magda Linetteová
- Greet Minnenová

Následující hráčky postoupily z kvalifikace jako šťastné poražené: 
- Sofia Keninová
- Petra Martićová

### Odhlášení
před zahájením turnaje
- Danielle Collinsová → nahradila ji  Wang Sin-jü
- Jelena Rybakinová → nahradila ji  Sofia Keninová
- Ajla Tomljanovićová → nahradila ji  Petra Martićová

## Ženská čtyřhra

### Nasazení
| Stát                                                                          | Hráčka             | Stát        | Hráčka              | WTA | Nasazení |
| ----------------------------------------------------------------------------- | ------------------ | ----------- | ------------------- | --- | -------- |
| Kanada                                                                        | Gabriela Dabrowská | Nový Zéland | Erin Routliffeová   | 8.  | 1.       |
| Česko                                                                         | Barbora Krejčíková | Německo     | Laura Siegemundová. | 29  | 2.       |
| Nizozemsko                                                                    | Demi Schuursová    | Brazílie    | Luisa Stefaniová    | 29. | 3.       |
| Itálie                                                                        | Sara Erraniová     | Itálie      | Jasmine Paoliniová  | 29. | 4.       |
| Žebříček WTA k 17. červnu 2024; číslo je součtem umístění obou členek dvojice |                    |             |                     |     |          |

## Přehled finále

### Mužská dvouhra
- Taylor Fritz vs.  Max Purcell, 6–4, 6–3

### Ženská dvouhra
- Darja Kasatkinová vs.  Leylah Fernandezová, 6–3, 6–4

### Mužská čtyřhra
- Neal Skupski /  Michael Venus vs.  Matthew Ebden /  John Peers, 4–6, 7–6(7–2), [11–9]

### Ženská čtyřhra
- Ljudmyla Kičenoková /  Jeļena Ostapenková vs.  Gabriela Dabrowská /  Erin Routliffeová, 5–7, 7–6(7–2), [10–8]